# Synthèse des filtres linéaires
En électronique analogique ou numérique, la synthèse de filtres linéaires représente l'ensemble des outils mathématiques destinés à concevoir un filtre à partir de spécifications dans le domaine fréquentiel ou temporel.

## Définition
Un filtre linéaire est un système S vérifiant les propriétés suivantes :
Linéarité
{\displaystyle \forall e_{1},e_{2},\forall \alpha ,\beta \in \mathbb {C} ,S[\alpha e_{1}(t)+\beta e_{2}(t)]=\alpha S[e_{1}(t)]+\beta S[e_{2}(t)]}
Continuité
{\displaystyle \forall (e_{n}(t))_{n\in \mathbb {N} },\lim _{n\rightarrow +\infty }S[e_{n}(t)]=S\left[\lim _{n\rightarrow +\infty }e_{n}(t)\right]}
Stationnarité
{\displaystyle \forall e(t),\forall \tau ,S[e(t)]=s(t)\Rightarrow S[e(t-\tau )]=s(t-\tau )}

### Spécifications
De ces trois propriétés, on peut déduire qu'un filtre linéaire est caractérisé par une fonction h telle que la réponse du filtre à tout signal d'entrée e soit :
{\displaystyle s(t)=\int _{-\infty }^{+\infty }h(t-\tau )e(\tau )\,\mathrm {d} \tau }
Il s'agit du produit de convolution des fonctions h et e que l'on peut aussi noter :
{\displaystyle s=h*e}
h est appelée la réponse impulsionnelle du filtre. La connaitre permet de caractériser totalement le filtre.
Une autre façon de caractériser un filtre est sa fonction de transfert, qui est liée à la transformée de Laplace de la réponse impulsionnelle :
{\displaystyle {\tilde {h}}(p)=\left.S(\mathrm {e} ^{pt})\right|_{t=0}={\mathcal {L}}(h)(-p)}

### Analyse par transformée de Fourier
Le fait que l'opération réalisée par le filtre soit une convolution invite à étudier les transformées de Fourier des signaux :
{\displaystyle s=h*e\Rightarrow {\hat {s}}={\hat {h}}{\hat {e}}}
donc :
{\displaystyle s(t)=\int _{-\infty }^{+\infty }{\hat {h}}(\nu ){\hat {e}}(\nu )e^{2\imath \pi \nu t}\,\mathrm {d} \nu }
On remarque qu'en particulier :
{\displaystyle e(t)=\mathrm {e} ^{2\mathrm {i} \pi \nu _{0}t}\ \Rightarrow \ s(t)={\hat {h}}(\nu _{0})e(t)}
Les fonctions {\displaystyle t\mapsto \mathrm {e} ^{2\mathrm {i} \pi \nu t}} sont donc les fonctions propres des filtres linéaires, ce qui explique que la transformation de Fourier, qui fait appel aux mêmes fonctions, soit un outil privilégié pour l'analyse des systèmes linéaires stationnaires continus.

## Filtre du premier ordre
Ce filtre peut être facilement synthétisé à partir d'une cellule RC, à la condition d'être connectée à une source d'impédance interne négligeable devant celle de la cellule, et une charge d'impédance très grande devant celle de la cellule.

## Filtre du second ordre
Il existe un nombre important de structures permettant de synthétiser des filtres d'ordre deux, suivant le facteur de qualité désiré. Les plus simples et les plus utilisées sont les cellules de Sallen et Key (également appelées VCVS ou à source de tension commandée). Ces cellules peuvent avoir un facteur de qualité compris entre 2 et 20.

## Filtre d'ordres supérieurs
La synthèse de ces filtres se fait généralement par association en cascade de filtres d'ordre 2, tels que synthétisés dans le paragraphe précédent.